# Alectryon affinis
Alectryon affinis är en kinesträdsväxtart som beskrevs av Ludwig Radlkofer. Alectryon affinis ingår i släktet Alectryon och familjen kinesträdsväxter. Inga underarter finns listade i Catalogue of Life.